# Rhipidoglossum pulchellum
Rhipidoglossum pulchellum là một loài thực vật có hoa trong họ Lan. Loài này được (Summerh.) Garay miêu tả khoa học đầu tiên năm 1972.